# Tournoi pré-olympique de l'UEFA 1986-1988, groupe C
Navigation
Groupe B Groupe D
Cet article donne les résultats des matches du groupe C du tournoi pré-olympique de l'UEFA 1986-1988.

## Classement
| Rang | Équipe               | Pts | J | G | N | P | Bp | Bc | Diff |  | Résultats (▼ dom., ► ext.) |     |     |     |     |     |
| ---- | -------------------- | --- | - | - | - | - | -- | -- | ---- |  | -------------------------- | --- | --- | --- | --- | --- |
| 1    | Suède                | 13  | 8 | 6 | 1 | 1 | 13 | 6  | +7   |  | Suède                      |     | 1-0 | 2-0 | 1-0 | 4-2 |
| 2    | Hongrie              | 11  | 8 | 5 | 1 | 2 | 13 | 8  | +5   |  | Hongrie                    | 2-1 |     | 2-1 | 3-1 | 2-2 |
| 3    | Espagne              | 6   | 8 | 1 | 4 | 3 | 9  | 12 | -3   |  | Espagne                    | 1-1 | 1-0 |     | 2-2 | 1-2 |
| 4    | République d'Irlande | 5   | 8 | 1 | 3 | 4 | 10 | 12 | -2   |  | République d'Irlande       | 0-1 | 1-2 | 2-2 |     | 3-0 |
| 5    | France               | 5   | 8 | 1 | 3 | 4 | 9  | 16 | -7   |  | France                     | 1-2 | 0-2 | 1-1 | 1-1 |     |

## Détail des rencontres
| 19 novembre 1986   | Espagne | 1 - 1   | Suède | Stade de Vallecas Madrid, Espagne                     |                                                       |
| 20:30 heure locale | Zúñiga 75e | (0 - 0) | Jingblad 63e | Spectateurs : 20 000 Arbitrage : Carlos Silva Valente | Spectateurs : 20 000 Arbitrage : Carlos Silva Valente |
| 20:30 heure locale | Rapport |         | | Spectateurs : 20 000 Arbitrage : Carlos Silva Valente | Spectateurs : 20 000 Arbitrage : Carlos Silva Valente |
| 20:30 heure locale | Ablanedo - Diego, Manuel Sanchís, Arteche, Quique - Txetxu (en), Eusebio, Zúñiga, Marina ( 60e Gabino (en)) - Paco Llorente (en), Bakero | Équipes | Andersson - Carlsson, Lönn, Arnberg, Kindlund (sv) - Holmberg, Eminovski (en), Svensson (en), Zetterlund (en) - Jingblad ( 79e Johansson (en)), Limpar | Spectateurs : 20 000 Arbitrage : Carlos Silva Valente | Spectateurs : 20 000 Arbitrage : Carlos Silva Valente |

| 19 novembre 1986 | République d'Irlande | 1 - 2 | Hongrie                           | Glenmalure Park Milltown, Irlande           |                                             |
| | Byrne (en) 57e       | (0 - 0) | Rostás (hu) 65e · Steidl (de) 75e | Spectateurs : 5 000 Arbitrage : Howard King | Spectateurs : 5 000 Arbitrage : Howard King |
| O'Neill (en) - Kenny (en), Coady (en), Eccles (en), Harrison - P. Byrne , Doolin (en) ( 78e Lawless (en)), King, Kehoe - Gaynor (en), M. Byrne (en) | Équipes              | Zsiborás (hu) - Kozma, Pintér, Toma (hu) , Keller - Varga, Rostás (hu), Fitos (hu), Preszeller (hu) - Zsinka (hu) ( 59e Nagy (hu)), Boda ( 73e Steidl (de) ) |                                   | Spectateurs : 5 000 Arbitrage : Howard King | Spectateurs : 5 000 Arbitrage : Howard King |

| 4 février 1987     | République d'Irlande | 2 - 2   | Espagne | Tolka Park Dublin, Irlande                         |                                                    |
| 19:30 heure locale | Larkin (en) 25e · Byrne (en) 46e | (1 - 1) | Andrinúa 40e · Zúñiga 70e | Spectateurs : 8 000 Arbitrage : Alphonse Costantin | Spectateurs : 8 000 Arbitrage : Alphonse Costantin |
| 19:30 heure locale | Rapport |         | | Spectateurs : 8 000 Arbitrage : Alphonse Costantin | Spectateurs : 8 000 Arbitrage : Alphonse Costantin |
| 19:30 heure locale | O'Neill (en) ( 54e Henderson (en) ) - Kenny (en), Eccles (en), P. Byrne, Brady (en), Neville (en) - Doolin (en), Kehoe, King - Larkin (en), M. Byrne (en) | Équipes | Buyo - Diego, Andrinúa, Manuel Sanchís, Soler - Larrañaga, Zúñiga, Marina, Martín Vázquez ( 69e Bakero) - Paco Llorente (en) ( 75e Orejuela (en)), Ramón (es) | Spectateurs : 8 000 Arbitrage : Alphonse Costantin | Spectateurs : 8 000 Arbitrage : Alphonse Costantin |

| 28 avril 1987 | France  | 0 - 2 | Hongrie                           | Stade Georges-Carcassonne Aix-en-Provence, France |                                              |
| |         | (0 - 1) | Vincze (en) 14e · Plotár (hu) 62e | Spectateurs : 7 000 Arbitrage : Neil Midgley      | Spectateurs : 7 000 Arbitrage : Neil Midgley |
| | Rapport | |                                   | Spectateurs : 7 000 Arbitrage : Neil Midgley      | Spectateurs : 7 000 Arbitrage : Neil Midgley |
| Olmeta - Kastendeuch, Kombouaré, Barret, Laurey - Paillard ( 37e Lopez), Bracigliano( 66e Fargeon), Pardo, Fernier - Paille, Cubaynes | Équipes | Gáspár (hu) - Farkas, Vörös (hu), Szalai (hu), Keller - Kékesi (hu) ( 46e Kovács (en)), Rubold (hu), Rostás (hu) , Szekeres ( 73e Duró (en)) - Plotár (hu), Vincze (en) |                                   | Spectateurs : 7 000 Arbitrage : Neil Midgley      | Spectateurs : 7 000 Arbitrage : Neil Midgley |

| 5 mai 1987 | Suède             | 1 - 0 | République d'Irlande | Råsunda fotbollsstadion Stockholm, Suède                |                                                         |
| | Svensson (en) 90e | (0 - 0) |                      | Spectateurs : 2 565 Arbitrage : Alexander Jacobsen (hu) | Spectateurs : 2 565 Arbitrage : Alexander Jacobsen (hu) |
| Andersson - Vaattovaara, Lönn, Arnberg, Kindlund (sv) - Lundmark (en) ( 64e Holmberg), Svensson (en), Limpar, Palmér (en) - Truedsson (de), Hellström | Équipes           | O'Neill (en) - Kenny (en), Eccles (en), Byrne, Brady (en), Neville (en) - Doolin (en), Kehoe, Bayly (en) ( 57e King) - Larkin (en), Byrne (en) ( 73e Gorman (en)) |                      | Spectateurs : 2 565 Arbitrage : Alexander Jacobsen (hu) | Spectateurs : 2 565 Arbitrage : Alexander Jacobsen (hu) |

| 13 mai 1987        | Hongrie | 2 - 1   | Espagne | Üllői úti Stadion Budapest, Hongrie                   |                                                       |
| 17:30 heure locale | Plotár (hu) 32e · Dzurják 64e | (1 - 1) | Martín Vázquez 35e | Spectateurs : 2 000 Arbitrage : Rosario Lo Bello (it) | Spectateurs : 2 000 Arbitrage : Rosario Lo Bello (it) |
| 17:30 heure locale | Rapport |         | | Spectateurs : 2 000 Arbitrage : Rosario Lo Bello (it) | Spectateurs : 2 000 Arbitrage : Rosario Lo Bello (it) |
| 17:30 heure locale | Zsiborás (hu) - Farkas, Disztl, Kovács (en) - Duró (en) ( 59e Kozma), Kékesi (hu), Rostás (hu), Rubold (hu) , Szekeres - Plotár (hu) ( 59e Dzurják), Vincze (en) | Équipes | Ablanedo - Quique, Andrinúa, Luis García (es), Diego - Txetxu (en) ( 84e Loren), Zúñiga , Eusebio ( 72e Marina), Martín Vázquez - Valverde, Bakero | Spectateurs : 2 000 Arbitrage : Rosario Lo Bello (it) | Spectateurs : 2 000 Arbitrage : Rosario Lo Bello (it) |

| 3 juin 1987 | Hongrie             | 2 - 1 | Suède             | Fáy utcai Stadion (en) Budapest, Hongrie            |                                                     |
| | Plotár (hu) 26e 47e | (1 - 1) | Forsberg (en) 17e | Spectateurs : 8 000 Arbitrage : Heinz Holzmann (hu) | Spectateurs : 8 000 Arbitrage : Heinz Holzmann (hu) |
| Gáspár (hu) - Kovács (en), Híres (hu), Szalai (hu) ( 46e Farkas ), Preszeller (hu) - Kékesi (hu), Varga, Bücs (en), Szekeres ( 58e Lehota (hu)) - Plotár (hu), Vincze (en) | Équipes             | S. Andersson - Carlsson, Lönn, Arnberg, Kindlund (sv), Svensson (en) - Thern ( 37e Holmberg), M. Andersson, Zetterlund (en) ( 62e Truedsson (de)), Johansson (en) - Forsberg (en) |                   | Spectateurs : 8 000 Arbitrage : Heinz Holzmann (hu) | Spectateurs : 8 000 Arbitrage : Heinz Holzmann (hu) |

| 16 juin 1987 | Suède                                                | 4 - 2 | France                 | Malmö Stadion Malmö, Suède                            |                                                       |
| | Engqvist 71e 79e · Forsberg (en) 84e · Hellström 85e | (0 - 2) | Cubaynes 8e · Roux 18e | Spectateurs : 2 069 Arbitrage : Karl-Heinz Tritschler | Spectateurs : 2 069 Arbitrage : Karl-Heinz Tritschler |
| | Rapport 1 Rapport 2                                  | |                        | Spectateurs : 2 069 Arbitrage : Karl-Heinz Tritschler | Spectateurs : 2 069 Arbitrage : Karl-Heinz Tritschler |
| Andersson - Carlsson, Lönn, Kindlund (sv) ( 62e Schiller), Holmberg ( 73e Palmér (en)) - Engqvist, Thern, Svensson (en), Johansson (en) - Forsberg (en), Hellström | Équipes                                              | Huard - Kastendeuch, Kombouaré, Péan, Sonor - Bouquet, Pardo, Paillard, Mège ( 78e Laurey) - Cubaynes, Roux ( 87e Delamontagne) |                        | Spectateurs : 2 069 Arbitrage : Karl-Heinz Tritschler | Spectateurs : 2 069 Arbitrage : Karl-Heinz Tritschler |

| 11 août 1987                                                                                               | France      | 1 - 1 | République d'Irlande | Stade Marcel-Tribut Dunkerque, France |                                  |
| | Fernier 55e | (0 - 1) | Larkin (en) 17e      | Arbitrage : Carlos Silva Valente      | Arbitrage : Carlos Silva Valente |
| | Rapport     | |                      | Arbitrage : Carlos Silva Valente      | Arbitrage : Carlos Silva Valente |
| Olmeta - Kastendeuch, Kombouaré, Péan, Lowitz ( 70e Bade) - Paillard, Dib, Bouquet, Fernier - Roux, Paille | Équipes     | O'Neill (en) - Kenny (en), Eccles (en), Brady (en), Neville (en) - Doolin (en), Lawless (en), Kehoe - Larkin (en), Jameson (en), Mannion |                      | Arbitrage : Carlos Silva Valente      | Arbitrage : Carlos Silva Valente |

| 26 août 1987 | République d'Irlande | 0 - 1 | Suède         | Dalymount Park Dublin, Irlande |                               |
| |                      | (0 - 1) | Hellström 22e | Arbitrage : John Blankenstein  | Arbitrage : John Blankenstein |
| O'Neill (en) - Kenny (en), Brady (en), Neville (en) - Doolin (en), Bayly (en), Kehoe, Mannion ( 46e Lawless (en)), Murphy (en) - Larkin (en), Jameson (en) ( 74e Power) | Équipes              | S. Andersson - Vaattovaara, Arnberg, Svensson (en) , M. Andersson, Schiller - Engqvist, Thern, Zetterlund (en) - Hellström ( 84e Palmér (en)), Forsberg (en) |               | Arbitrage : John Blankenstein  | Arbitrage : John Blankenstein |

| 9 septembre 1987 | Suède         | 1 - 0 | Hongrie | Eyravallen stadion Örebro, Suède                       |                                                        |
| | Andersson 44e | (1 - 0) |         | Spectateurs : 6 079 Arbitrage : Kazimierz Mikołajewski | Spectateurs : 6 079 Arbitrage : Kazimierz Mikołajewski |
| Andersson - Vaattovaara, Lönn, Arnberg, Nilsson - Thern ( 76e Palmér (en)), Engqvist, Andersson, Limpar - Forsberg (en), Hellström | Équipes       | Zsiborás (hu) - Kovács (en), Disztl , Balog ( 86e Dzurják), Herédi (hu) - Lippai (hu), Bücs (en) ( 59e Szekeres), Fitos (hu), Preszeller (hu) - Plotár (hu), Vincze (en) |         | Spectateurs : 6 079 Arbitrage : Kazimierz Mikołajewski | Spectateurs : 6 079 Arbitrage : Kazimierz Mikołajewski |

| 23 septembre 1987  | Suède | 2 - 0   | Espagne | Electrolux Home Arena Skellefteå, Suède |                           |
| 18:00 heure locale | Thern 46e · Hellström 57e | (0 - 0) | | Arbitrage : Dušan Krchňák               | Arbitrage : Dušan Krchňák |
| 18:00 heure locale | Rapport |         | | Arbitrage : Dušan Krchňák               | Arbitrage : Dušan Krchňák |
| 18:00 heure locale | Andersson - Vaattovaara, Lönn, Arnberg, Kindlund (sv), Svensson (en) - Andersson ( 46e Palmér (en)), Engqvist, Thern - Forsberg (en), Hellström ( 89e Truedsson (de)) | Équipes | Biurrun (en) - Diego, Morgado (ca), Luis García (es) - Lumbreras (en), Txetxu (en), Marina ( 68e Goikoetxea), Patxi Salinas, Urbano ( 82e Orejuela (en)) - Paco Llorente (en), Ramón (es) | Arbitrage : Dušan Krchňák               | Arbitrage : Dušan Krchňák |

| 13 octobre 1987    | Espagne | 1 - 2   | France | Stade El Plantío Burgos, Espagne                 |                                                  |
| 20:30 heure locale | Ramón (es) 18e | (1 - 0) | Kombouaré 56e · Pain 76e                                                                                               | Spectateurs : 10 000 Arbitrage : Ion Crăciunescu | Spectateurs : 10 000 Arbitrage : Ion Crăciunescu |
| 20:30 heure locale | Rapport 1 Rapport 2 |         | | Spectateurs : 10 000 Arbitrage : Ion Crăciunescu | Spectateurs : 10 000 Arbitrage : Ion Crăciunescu |
| 20:30 heure locale | Biurrun (en) - Diego, Soler, Serna, Morgado (ca) - Lumbreras (en), Cholo (ca), Txetxu (en) ( 87e Marina), Urbano - Ramón (es) ( 68e Reyes (en)), Manolo | Équipes | Olmeta - Kastendeuch, Kombouaré, Péan, Bade - Gastien, Mège ( 87e Rio ), Le Guen , Bouquet - Garande ( 72e Pain), Roux | Spectateurs : 10 000 Arbitrage : Ion Crăciunescu | Spectateurs : 10 000 Arbitrage : Ion Crăciunescu |

| 18 novembre 1987   | Espagne | 1 - 0   | Hongrie | Stade Álvarez Claro Melilla, Espagne          |                                               |
| 16:00 heure locale | Eusebio 66e (pen.) | (0 - 0) | | Spectateurs : 12 000 Arbitrage : George Smith | Spectateurs : 12 000 Arbitrage : George Smith |
| 16:00 heure locale | Rapport |         | | Spectateurs : 12 000 Arbitrage : George Smith | Spectateurs : 12 000 Arbitrage : George Smith |
| 16:00 heure locale | Biurrun (en) - Diego, Luis García (es), Serna, Solana, Patxi Salinas ( 46e Eusebio) - Orejuela (en), Urbano, Larrañaga - Pardeza, Manolo ( 64e Pineda) | Équipes | Zsiborás (hu) - Kozma , Kovács (en), Disztl , Herédi (hu) - Keller, Varga ( 82e Plotár (hu)), Vincze (en) - Mészáros (en), Steidl (de) ( 69e Fischer), Preszeller (hu) | Spectateurs : 12 000 Arbitrage : George Smith | Spectateurs : 12 000 Arbitrage : George Smith |

| 18 novembre 1987 | République d'Irlande              | 3 - 0                                                                                       | France | Dalymount Park Dublin, Irlande                     |                                                    |
| | Eccles (en) 19e · Bennett 24e 59e | (2 - 0)                                                                                     |        | Spectateurs : 4 000 Arbitrage : Siegfried Kirschen | Spectateurs : 4 000 Arbitrage : Siegfried Kirschen |
| | Rapport 1 Rapport 2               |                                                                                             |        | Spectateurs : 4 000 Arbitrage : Siegfried Kirschen | Spectateurs : 4 000 Arbitrage : Siegfried Kirschen |
| O'Neill (en) - Kenny (en), Eccles (en), Byrne, Brady (en), Neville (en), Kehoe, Barry (en) - Larkin (en) ( 81e Jameson (en)), Bennett, Hanrahan (en) | Équipes                           | Olmeta - Dréossi, Bade, Cartier, Péan - Paillard, Le Guen, Bouquet, Fernier - Garande, Roux |        | Spectateurs : 4 000 Arbitrage : Siegfried Kirschen | Spectateurs : 4 000 Arbitrage : Siegfried Kirschen |

| 23 mars 1988       | France | 1 - 1   | Espagne | Stade Jules Deschaseaux Le Havre, France    |                                             |
| 16:00 heure locale | Fernier 66e                                                                                                | (0 - 1) | Ramón (es) 4e | Spectateurs : 7 000 Arbitrage : Dušan Colić | Spectateurs : 7 000 Arbitrage : Dušan Colić |
| 16:00 heure locale | Rapport 1 Rapport 2 Rapport 3                                                                              |         | | Spectateurs : 7 000 Arbitrage : Dušan Colić | Spectateurs : 7 000 Arbitrage : Dušan Colić |
| 16:00 heure locale | Casanova - Thomas, Cartier, Péan, Barret - Paillard, Mège, Gastien, Fernier, Henry ( 48e Tibeuf) - Garande | Équipes | Biurrun (en) - Patxi Salinas, Serna, Luis García (es), Jiménez - Urbano , Orejuela (en), Zúñiga, Manolo Hierro ( 70e de la Fuente (en)) - Ramón (es), Cholo (ca) ( 70e Peña (en)) | Spectateurs : 7 000 Arbitrage : Dušan Colić | Spectateurs : 7 000 Arbitrage : Dušan Colić |

| 27 avril 1988 | Hongrie                                 | 2 - 2 | France              | Népstadion (en) Budapest, Hongrie                       |                                                         |
| | Katona (hu) 51e · Fodor (hu) 59e (pen.) | (0 - 0) | Roux 54e · Mège 56e | Spectateurs : 15 000 Arbitrage : Vassilios Nikakis (en) | Spectateurs : 15 000 Arbitrage : Vassilios Nikakis (en) |
| | Rapport                                 | |                     | Spectateurs : 15 000 Arbitrage : Vassilios Nikakis (en) | Spectateurs : 15 000 Arbitrage : Vassilios Nikakis (en) |
| Gáspár (hu) - Mészöly (en), Vörös (hu), Szalma (hu) - Kékesi (hu), Sikesdi (hu), Fodor (hu), Quirikó ( 46e Herédi (hu)), Görög - Plotár (hu) ( 46e Melis), Katona (hu) | Équipes                                 | Casanova - Thys, Cartier, Péan - Thomas, Gastien, Mège ( 78e Bouquet), Paillard, Henry - Tibeuf, Roux ( 82e Prieur) |                     | Spectateurs : 15 000 Arbitrage : Vassilios Nikakis (en) | Spectateurs : 15 000 Arbitrage : Vassilios Nikakis (en) |

| 4 mai 1988 | Hongrie                                       | 3 - 1 | République d'Irlande | Népstadion (en) Budapest, Hongrie                  |                                                    |
| | Melis 28e · Katona (hu) 32e · Rubold (hu) 88e | (2 - 0) | Barry (en) 85e       | Spectateurs : 3 000 Arbitrage : Michał Listkiewicz | Spectateurs : 3 000 Arbitrage : Michał Listkiewicz |
| Zsiborás (hu) - A. Gyimesi (it), Disztl, Mészöly (en) - Kékesi (hu), Sikesdi (hu), L. Gyimesi (hu), Szalma (hu), Fodor (hu) ( 46e Lakatos (hu)) - Melis, Katona (hu) ( 68e Rubold (hu)) | Équipes                                       | O'Neill (en) - Kenny (en), Larkin (en) ( 46e Bonner), Neville (en), Brady (en) - Barry (en), Doolin (en), Byrne, Lynch (en) ( 67e Dillon) - Bennett, Gorman (en) |                      | Spectateurs : 3 000 Arbitrage : Michał Listkiewicz | Spectateurs : 3 000 Arbitrage : Michał Listkiewicz |

| 18 mai 1988        | Espagne | 2 - 2   | République d'Irlande | Stade Carlos-Belmonte Albacete, Espagne |                           |
| 21:30 heure locale | Ramón (es) 42e 61e | (1 - 1) | Kehoe 17e · Larkin (en) 60e | Arbitrage : Yusuf Namoğlu               | Arbitrage : Yusuf Namoğlu |
| 21:30 heure locale | Rapport |         | | Arbitrage : Yusuf Namoğlu               | Arbitrage : Yusuf Namoğlu |
| 21:30 heure locale | Biurrun (en) - López, Manolo Hierro, Andrinúa, Serna, Esteban (es) ( 75e Urbano) - Parra (en) ( 68e Pardeza), Eusebio - Ramón (es), Loren, Begiristain | Équipes | O'Neill (en) - Kenny (en), Neville (en) , Bonner, Brady (en) - Doolin (en), Bayly (en), Barry (en) - Larkin (en), Bennett ( 79e Gorman (en)), Kehoe | Arbitrage : Yusuf Namoğlu               | Arbitrage : Yusuf Namoğlu |

| 25 mai 1988 | France              | 1 - 2 | Suède                           | Stade Felix Bollaert Lens, France                         |                                                           |
| | Prieur 40e          | (1 - 0) | Andersson 45e · Lönn 47e (pen.) | Spectateurs : 3 500 Arbitrage : Guðmundur Haraldsson (hu) | Spectateurs : 3 500 Arbitrage : Guðmundur Haraldsson (hu) |
| | Rapport 1 Rapport 2 | |                                 | Spectateurs : 3 500 Arbitrage : Guðmundur Haraldsson (hu) | Spectateurs : 3 500 Arbitrage : Guðmundur Haraldsson (hu) |
| Lama - Thys ( 73e Burnier), Cartier, Péan - Thomas, Oleksiak, Paillard, Henry, Lambert - Prieur, Bracconi ( 60e Avenet) | Équipes             | S. Andersson - Vaattovaara, Lönn, Arnberg, R. Nilsson - M. Andersson, Engqvist, Thern, J. Nilsson - Eskilsson (en), Pettersson ( 80e Hellström) |                                 | Spectateurs : 3 500 Arbitrage : Guðmundur Haraldsson (hu) | Spectateurs : 3 500 Arbitrage : Guðmundur Haraldsson (hu) |